# Ichneumon bicolo
Ichneumon bicolo är en stekelart som beskrevs av Cuvier 1833. Ichneumon bicolo ingår i släktet Ichneumon och familjen brokparasitsteklar. Inga underarter finns listade i Catalogue of Life.